# 醃黃瓜

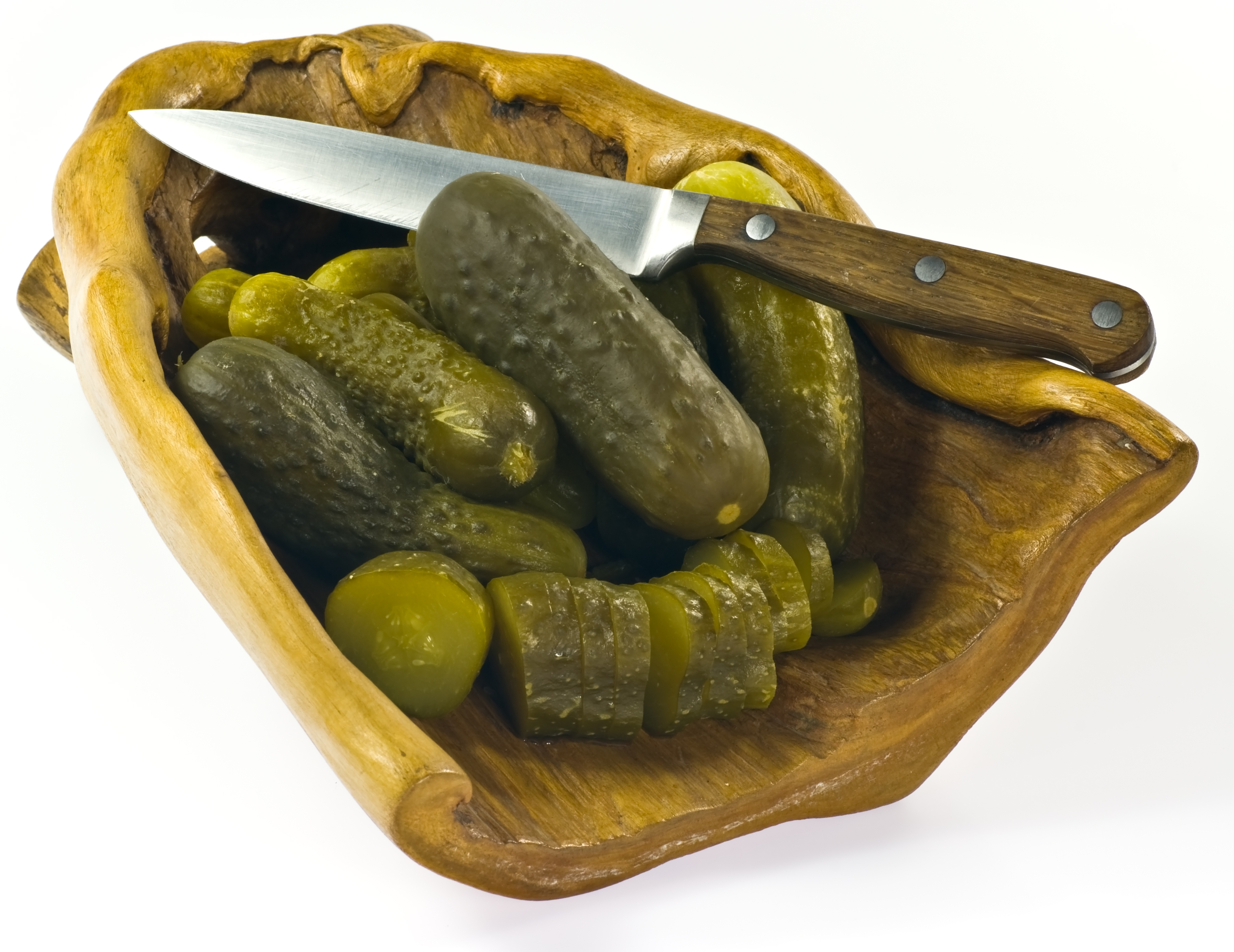
一碟醃黃瓜

醃黃瓜，或酸黃瓜，是一種較常見的西方醃製食品，通常使用鹽水或醋醃黃瓜製成。

## 起源
西方有傳言說醃黃瓜是為建造萬里長城的中國工人發明的，另一種說法是醃黃瓜是美索不達米亞人用印度進口的黃瓜做成的。

## 名稱
在英國、愛爾蘭、澳大利亞、新西蘭和南非，醃黃瓜叫做“Gherkin”。法國人稱之為“Cornichon”。美國人和加拿大人則習慣稱之為“pickle”。此外東歐等地的人們也有不同的叫法。如匈牙利人一般把醋醃黃瓜叫做“savanyú uborka”，但他們在夏天會製作不用醋而用鹽醃的酸黃瓜，即“kovászos uborka”。

## 外部連接
- 维基词典中的词条「pickle」